# Ari Koivunen
Pour les articles homonymes, voir Koivunen.
 (juillet 2018).
Si vous disposez d'ouvrages ou d'articles de référence ou si vous connaissez des sites web de qualité traitant du thème abordé ici, merci de compléter l'article en donnant les références utiles à sa vérifiabilité et en les liant à la section « Notes et références ».
Ari Koivunen (né le 7 juin 1984) est un chanteur de heavy-metal finlandais qui a remporté la version finlandais de l'émission Idols en 2007. Avant de gagner ce concours, il a également été champion de Finlande de karaoké en 2005 et 3e mondial. Son premier album Fuel For The Fire est sorti le 30 mai 2007, précédé du single Hear My Call. Il rentre dans les records finlandais avec plus de 10 000 albums vendus la première semaine. Il est certifié disque de platine en Finlande en juin 2007 (40 000 CD vendus). Des personnalités de la scène metal telles que Timo Tolkki, Tony Kakko, et Marco Hietala, ont participé à la création de certains titres.
En 2008, Ari sort un nouvel album, Becoming. Il remporte un succès un Scandinavie mais comme le précédent n'arrive pas jusqu'en France.

## Participation àIdols 2007
Originaire de Lahti, Ari Koivunen atteint les finales  de l'émission Idols Finlande (en) après avoir gagné 86 % des votes du public avec sa prestation sur Piano Man de Billy Joel.
- Le 1er mars 2007, Ari se réserve une place pour la suite de la compétition avec sa version de Perfect Strangers de Deep Purple.
- Lors de l'émission suivante, Ari chante The Evil That Men Do du groupe Iron Maiden et se qualifie.
- Le 15 mars, Ari chante Here I Go Again de Whitesnake et se qualifie à nouveau. Il est alors critiqué par le jury qui lui reproche de ne chanter que du metal ; critiques auxquelles répondra Ari par : « Je ne vois aucune raison de considérer ce que les gens pourraient aimer, puisqu'ils semblent aimer ce que je fais[réf. nécessaire] ». À la fin de cette même soirée, le disque d'or de Idols 2007, qui s'est vendu à 15 000 exemplaires en deux jours, est présenté.
- Pour l'émission du 22 mars, Ari choisit de chanter, en accord avec le thème du soir, deux chansons de ses idoles : Rock and roll de Led Zeppelin et Hunting High and Low de Stratovarius. Le jury, encore mécontent du choix metal de Ari lui donne quatre réponses négatives. Mais Ari est encore qualifié grâce aux votes du public.
- Durant la cinquième soirée, le 29 mars, Ari interprète sa version de la ballade You Break My Heart de Broadcast ainsi que Sielut iskee tulta du groupe de heavy metal finlandais, Kilpi.Ari Koivunen se qualifie alors pour la finale.
- Le 6 avril 2007, au Helsinki Ice Hall, il remporte  Idols 2007 contre Anna Abreu avec 57 % des voix. Durant l'émission, il interprète Fullmoon de Sonata Arctica (qu'il avait chanté aux auditions), Black Hole Sun de Soundgarden (choisi par le jury) et Still Loving You de Scorpions ainsi qu'On The Top Of The World, la chanson écrite pour le gagnant de Idols.

En gagnant Idols 2007, Ari obtint un contrat avec SonyBMG et la somme de 30 000 €. Son premier single, On The Top Of The World, est la chanson écrite pour le gagnant de l'émission. Il chante également en duo avec Anna Abreu, la finaliste de Idols 2007, sur la chanson Pop-Musiikkia.

## Carrière
Le premier album de Ari Koivunen, Fuel For The Fire, sort le 21 mai 2007 sur Internet et le 30 mai dans les bacs, précédé par son premier single, Hear My Call, sorti le 11 mai. L'album atteint la première place des charts finlandais dès sa première semaine de vente, et y reste 12 semaines,. Le 7 juin, l'album est certifié disque de platine en Finlande, soit 40 000 exemplaires vendus. L'album de Ari est l'album le plus rapidement écoulé de toute l'histoire de la Finlande avec pas moins de 10 000 exemplaires vendus la première semaine de vente. L'album est certifié double disque de platine en octobre 2007, soit 60 000 exemplaires vendues.
À la fin de l'année 2007, Ari Koivunen termine sa première tournée finlandaise et se joint au Raskasta Joulua (Heavy Noël) tour.
Le 11 juin 2008, le second album de Ari Koivunen intitulé Becoming, sort. Il est à nouveau produit par Nino Laurenne et Pasi Heikkilä. L'album se hisse également à la première place des charts finlandais.
En 2008, Ari Koivunen rejoint le groupe de heavy metal Amoral en tant que chanteur. Il réalise quatre albums de 2009 à 2016 avec eux avant que le groupe n'annonce sa séparation en 2017.

## Discographie

### Albums
Ari Koivunen
- Fuel For The Fire (2007)
- Becoming (2008)

Amoral
- Show Your Colors (2009)
- Beneath (2011)
- Fallen Leaves and Dead Sparrows (2014)
- In Sequence (2016)

### Singles

#### Idols
- On The Top Of The World (6 avril 2007)

#### Fuel For The Fire
- Hear My Call (28 mai 2007)
- Fuel For The Fire (27 août 2007)
- Angels Are Calling (2007)

#### Becoming
- Give Me A Reason (2008)
- Tears Keep Falling (2008)

#### Show Your Colors
- Year of The Suckerpunch (2009)
- Gave Up Easy (2009)